# Spinka góralska

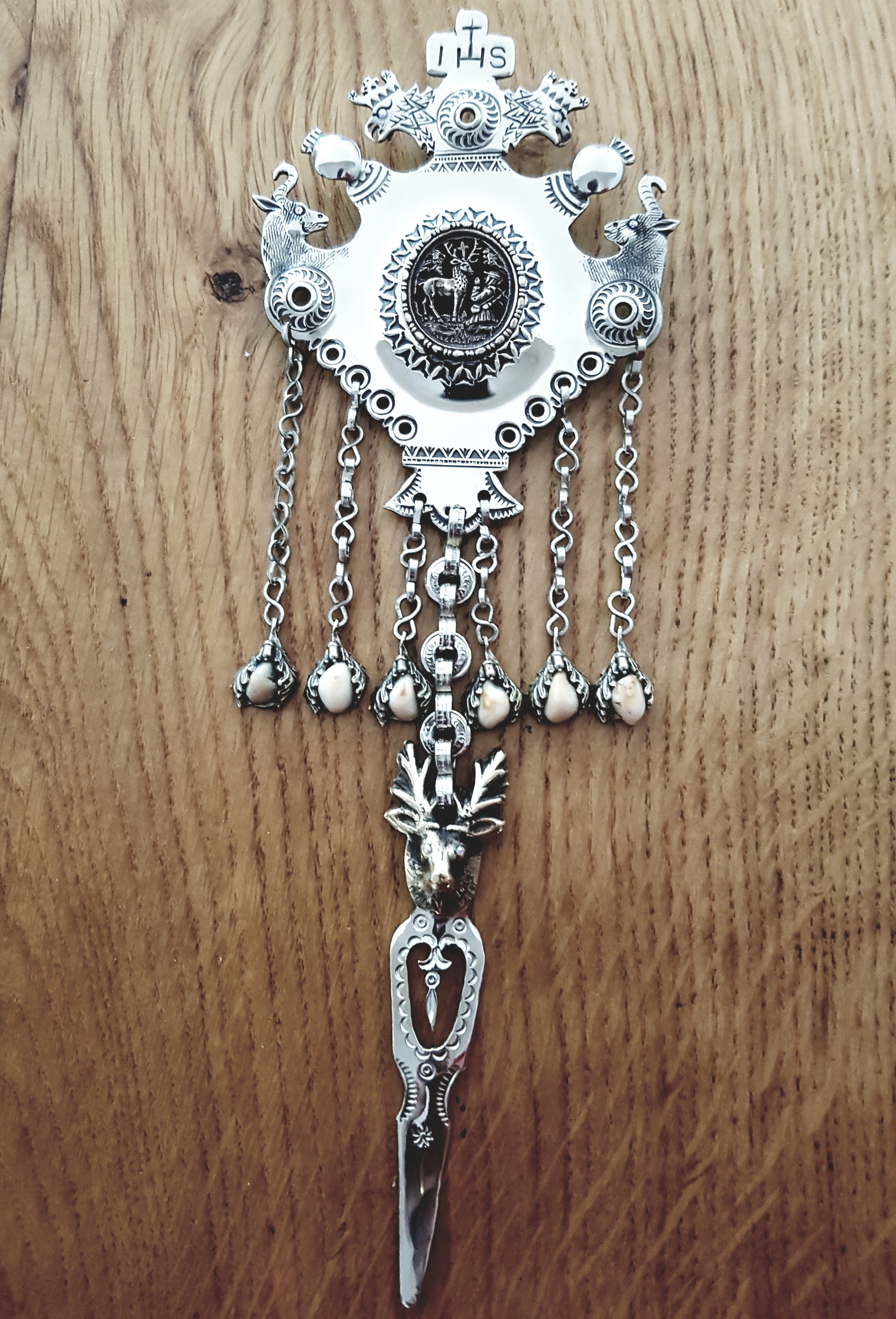
Spinka Góralska, motywy myśliwskie, grandle, Paweł Gąsienica-Makowski, Zakopane

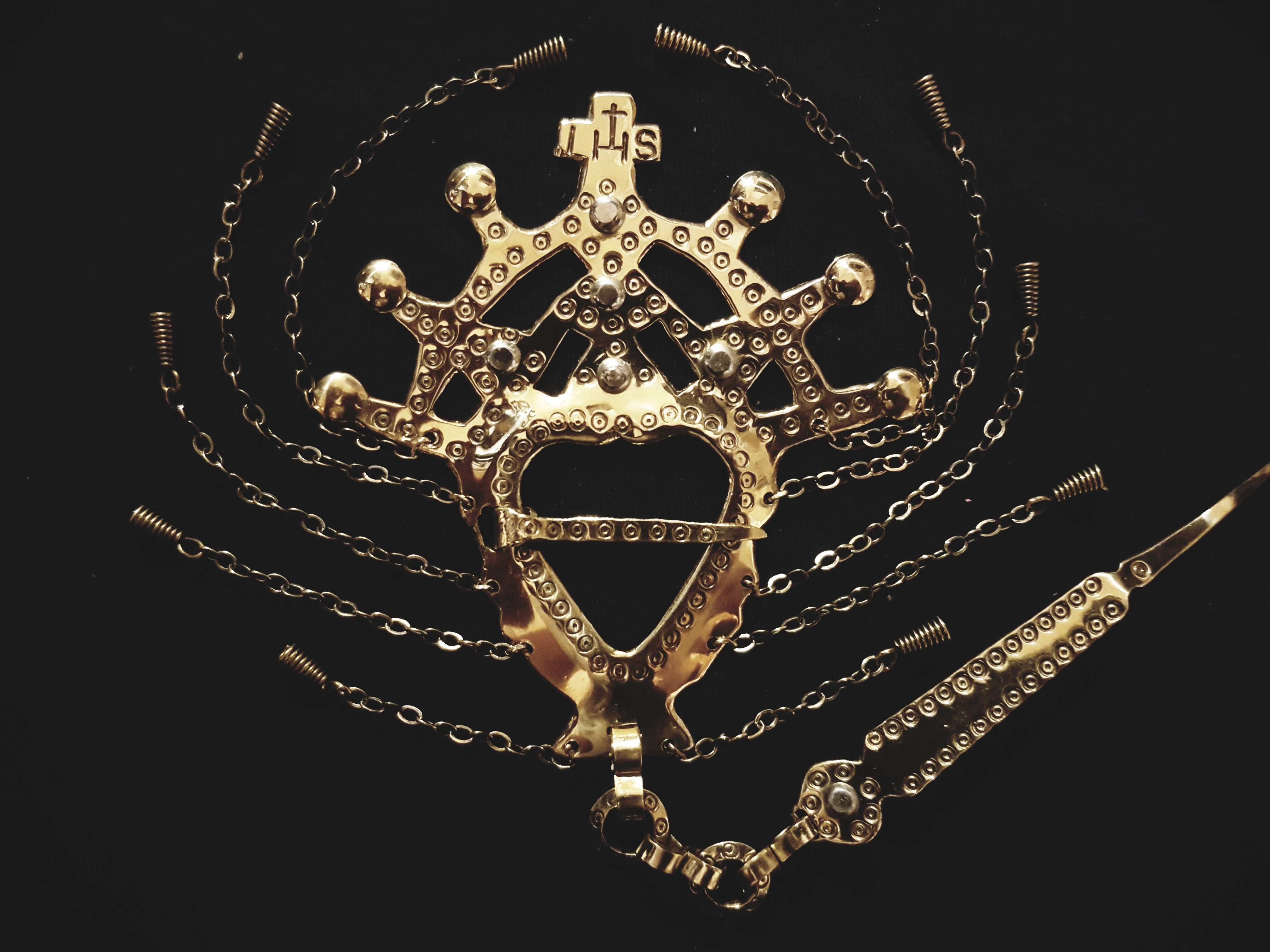
Spinka Góralska, wykonanie Paweł Gąsienica-Makowski. Zakopane

Spinka góralska – rodzaj zapinki i ręcznie wykonywanej ozdoby używanej jako zapięcia męskich koszul, jeden z najstarszych elementów dekoracyjnych góralskiego ubioru o kilkusetletniej tradycji. Spinka łączy się z innymi charakterystycznymi właściwościami stroju góralskiego (np. w stroju górali podhalańskich i Białych Górali) występującego na terenie Spisza, Liptowa, Orawy, Podhala oraz w dolinie Kamienicy.

## Opis
Spinki były przeważnie wykuwane rzadziej odlewane lub wycinane z miedzianej blachy z wytłoczonym ornamentem roślinnym, geometrycznym bądź zoomorficznym.
W zakresie typologii i pochodzenia spinki zachowały zasadnicze cechy budowy i ornamentyki właściwej dla fibul gockich sięgających chronologicznie okresu wędrówek ludów germańskich.

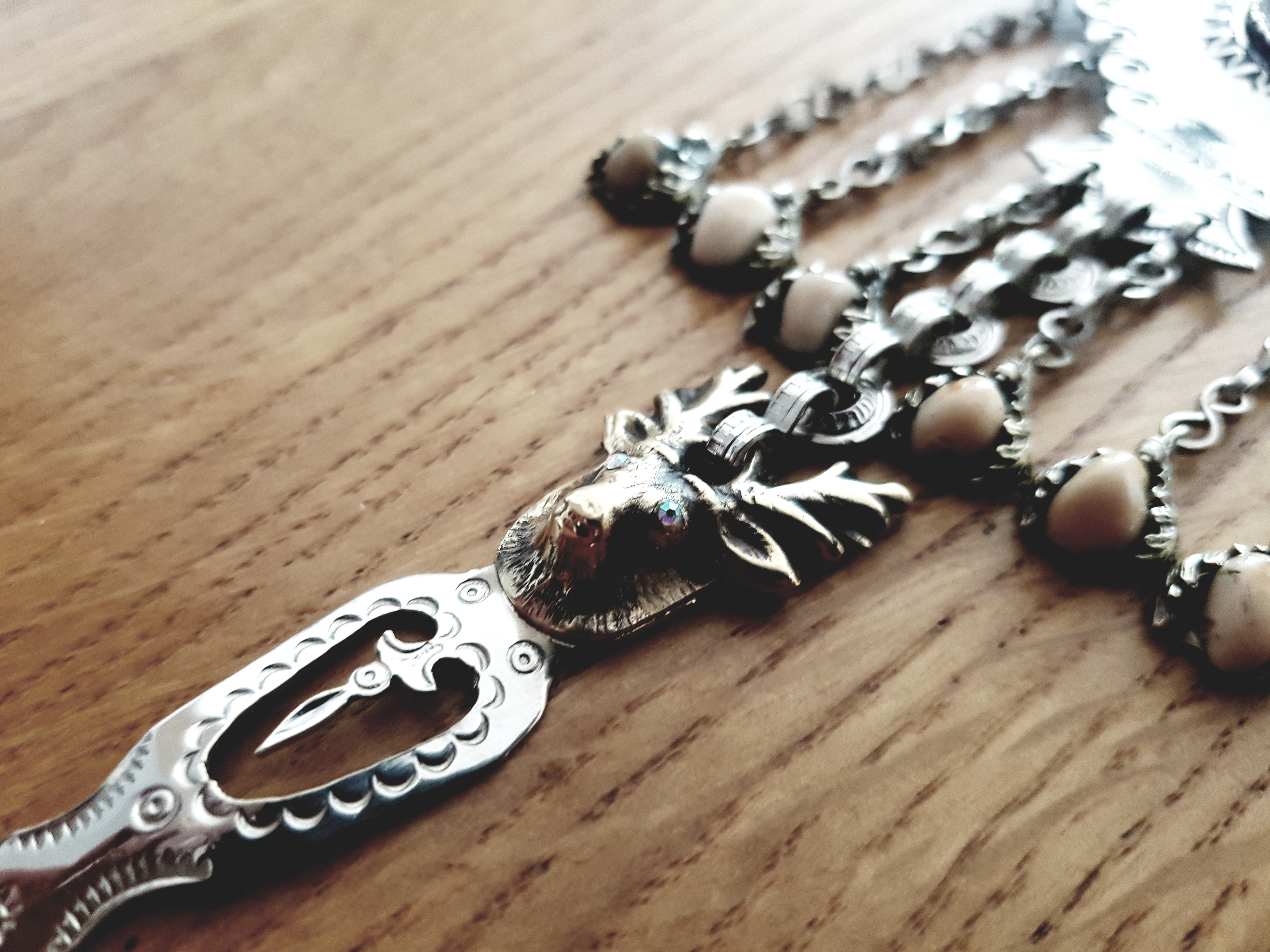

Tradycyjne spinki góralskie sięgające prototypów gockich ornamentowane są kołami słonecznymi, półksiężycami, gwiazdami oraz motywami zoomorficznymi i heraldycznymi, zwłaszcza kultową głową drapieżnego ptaka zawsze widzianego z profilu. Wszystkie późniejsze migracje ludności na tereny podtatrzańskie nie zdołały zatrzeć wpływów i reliktów gockich w zasadniczych formach spinek. Występują zasadniczo dwa typy spinek góralskich: koliste tarczowate i sercowe zaopatrzone w ruchomą szpilę, z ornamentem ażurowym, głowami ptaków lub orłów i motywami przypominającym góralskie słońca. Ozdoby te nie mają podobieństwa na całej przestrzeni współczesnych ziem polskich. Formy pokrewne odnaleźć można jedynie w krajach bałtyckich na północny wschód od Dźwiny, szczególnie w Estonii.
Podobne do estońskich spinek tarczowych odnaleźć można w Liwonii i na Łotwie. Również spinki sercowate z dwoma osadzonymi u szczytu ptakami lub orłami i zaopatrzone w trzy do pięciu wisiorków są powszechne na południu Szwecji.
Bliskie analogie spinek tarczowatych i sercowatych z ptakami z ostrym dziobem u szczytu wykazują też spinki pochodzę ze wschodniej Fryzji. Wszystkie te formy wskazują
genetyczne analogie do zasadniczych form spinek góralskich.

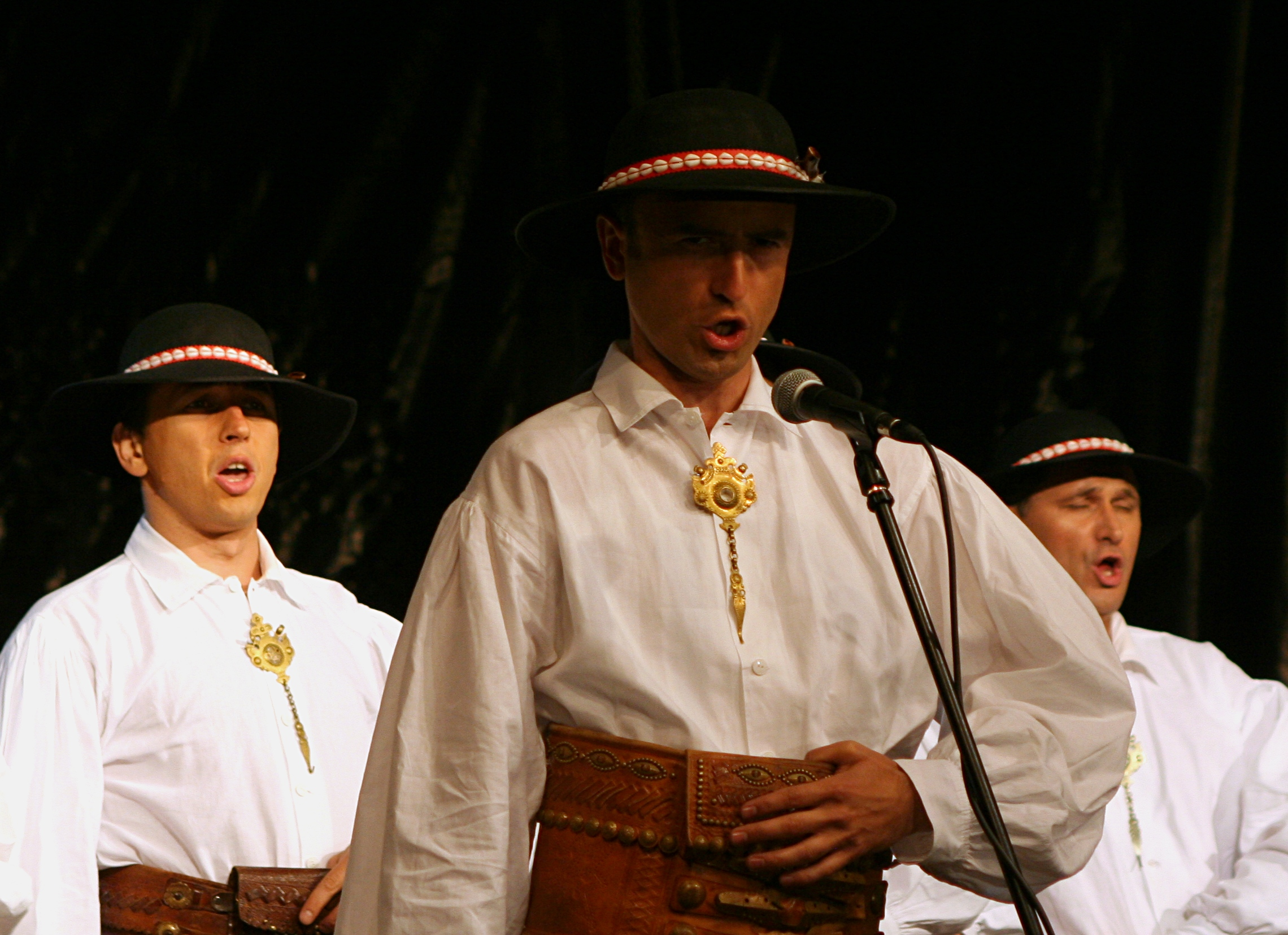
Zespół Śląsk – stroje górali widoczna spinka z pazurem do fajki

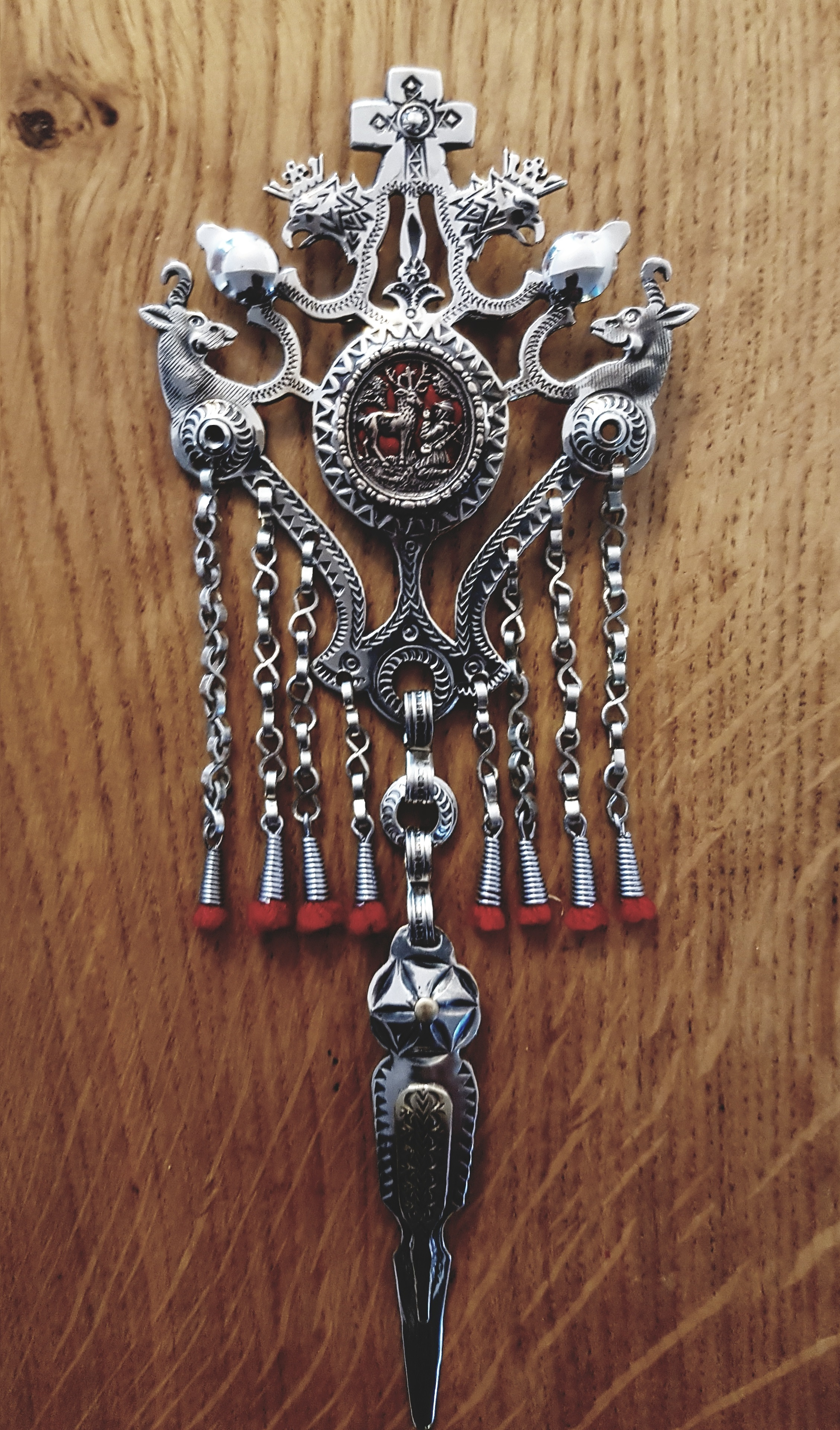
Spinka Góralska z motywami myśliwskimi, Paweł Gąsienica-Makowski Zakopane

## Historia

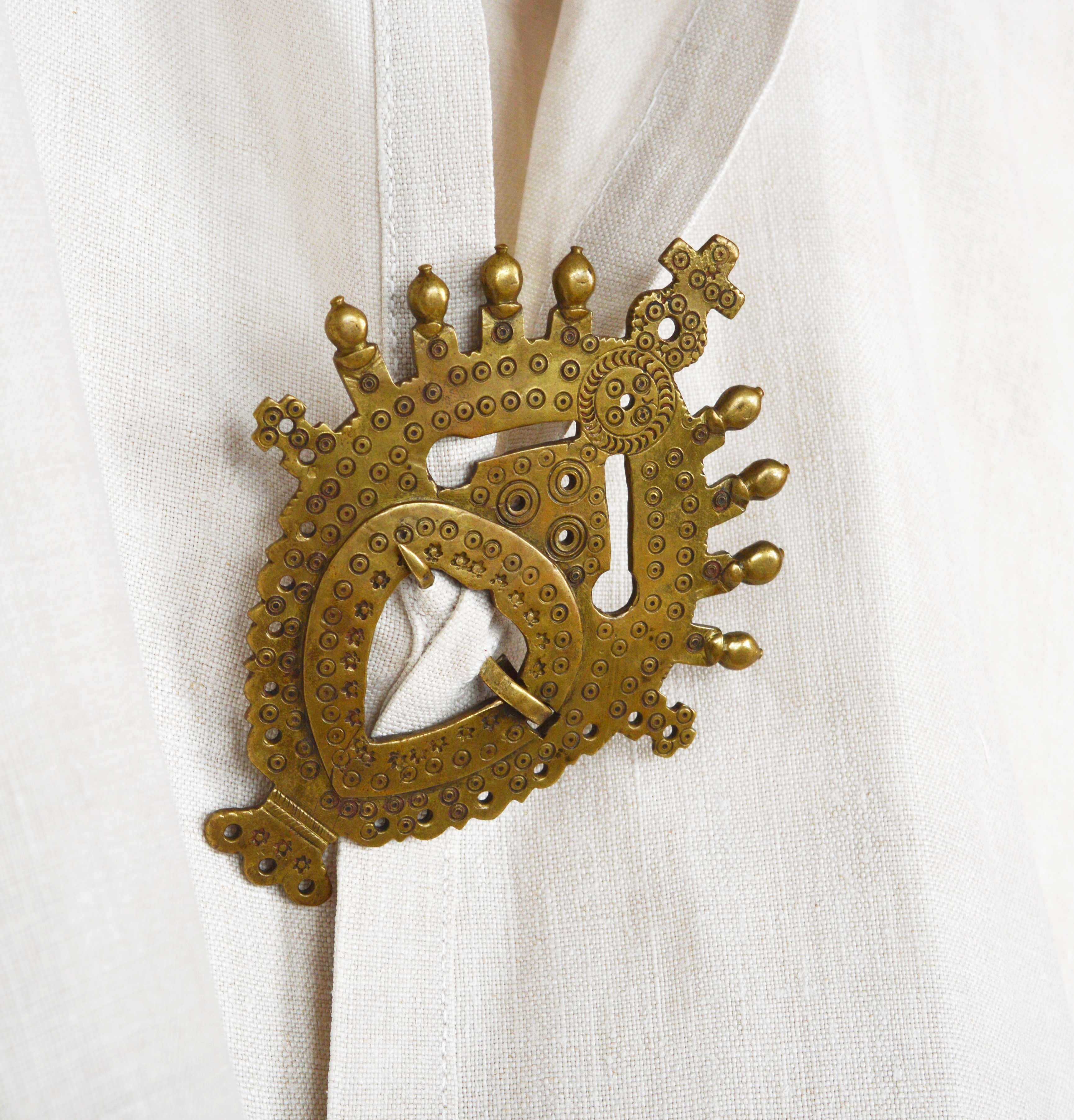
Spinka podhalańska – kolekcja Muzeum Tatrzańskiego w Zakopanem
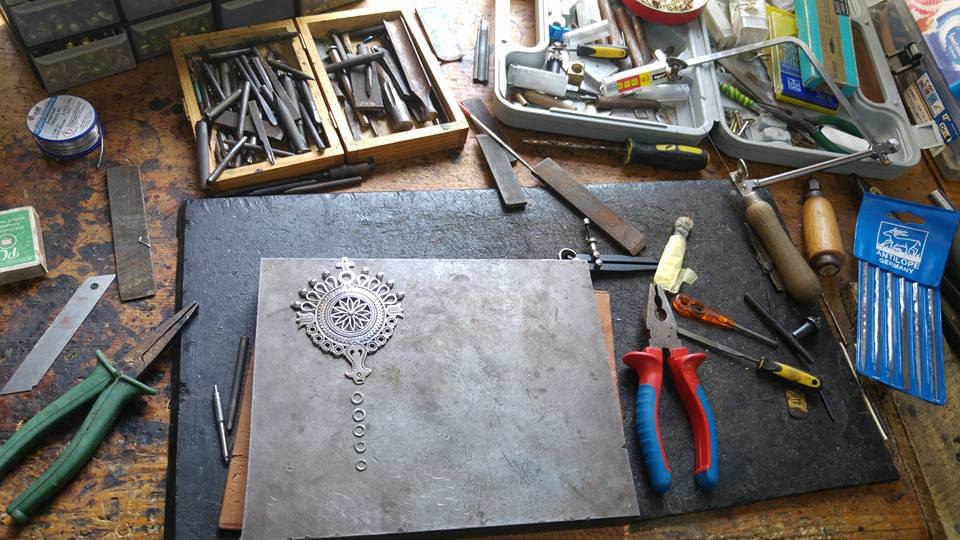
Praca nad spinką góralską – Bukowina Tatrzańska, pracownia Andrzeja Wojtasa
- Praca nad spinką góralską – w pracowni Andrzeja Wojtasa, Bukowina Tatrzańska

Od epoki późnego brązu i wczesnej epoki żelaza upowszechniło się w ubiorze ludności europejskich stosowanie fibul podobnych do współczesnych zapinek i agrafek używanych do spinania wierzchniego okrycia, płaszczy, etoli, chitonów bądź części tuniki. Fibule miały formy zróżnicowane zmieniające się ze względu na panującą modę i obyczaje, dlatego są ważnym elementem pomocnym przy ustaleniu chronologii kultur pradziejowych. W IV w. n.e. do użycia weszły na całym obszarze państwa gockiego pomiędzy górnym Dnieprem, Donem i dolnym Dniestrem fibule wykonywane m.in. ze złota, srebra i brązu z charakterystycznymi guzami i głowami ptasimi, które podlegały tylko niewielkim modyfikacjom pod wpływem prowincjonalnorzymskiego rzemiosła artystycznego.
Po rozbiciu państwa gockiego przez Hunów w 375 roku Goci przenieśli się na południowy zachód do Siedmiogrodu następnie nad Dunaj do Dacji i Panonii przesuwając się w stronę krain podkarpackich.
Z Panonii ruszyli Goci do Włoch w roku 401. Podczas ucieczki czy odwrotu pewnych grup gockich w wyniku uderzenia Hunów  przeszli w IV i V wieku do krain bałtyckich, gdzie przenieśli swój przemysł złotniczy kultywowany w centrach rzemieślniczych Sambii, na Litwie i Estonii. Z wędrówką Gotów wiąże się również rozwój i powstanie kilka wieków wcześniej na współczesnych ziemiach polskich kultury wielbarskiej.  Wraz z wędrówką Gotów rozprzestrzeniły się w wielu krajach wytwarzane przez nich wyroby w tym fibule ze stosunkowo niewielkimi różnicami w zasadniczych formach, odnajdywane następnie wraz z innymi przedmiotami w grobach zmarłych. Współczesne relikty wczesnośredniowiecznych form spinek nawiązujących do zasadniczych cech właściwych stylowi gockiemu
z IV i VI wieku odnaleźć można w zachodnich Karpatach i krajach bałtyckich.